# 소셜트레이딩
소셜트레이딩(Social trading) 혹은 '소셜투자'는 다른 사람들과의 소통을 통해 서로가 가진 투자 정보 및 의견을 공유하고, 이를 재무적 투자 판단에 있어 주요한 판단 근거로서 고려하는 투자방식을 일컫는다. 즉, 소셜트레이딩은 일부 폐쇄적인 투자 커뮤니티 사이에 이루어졌던 제한된 정보의 교류를 넘어서, 다양한 주체들과 보다 열린 교류를 지향한다. 이러한 '소셜트레이딩'은 주식 투자 뿐만 아니라 부동산/채권/외환 투자 등의 다양한 재무적 투자에 활용될 수 있으며, 폐쇄적으로 이루어진 종래의 투자방식과는 전혀 다른 새로운 투자의 패러다임이 될 수 있다.

## 소셜트레이딩의 도입 배경
'소셜트레이딩'이 최근 도입될 수 있었던 배경이 되는 사실은, 바로 스마트폰을 포함한 다양한 모바일 기기가 사람들에게 널리 보급된 사실이다. 즉, 정보의 적시성이 무엇보다도 중요한 투자 시장에 있어서 언제나 사람들과 연결될 수 있으며, 언제나 원하는 시점에서의 정보교류를 가능케 하는 모바일 기기의 보급은 소셜트레이딩의 발전에 필수적일 수 밖에 없기 때문이다. 이러한 흐름에 걸맞게, 최근 소셜트레이딩 기능을 제공하는 다양한 모바일 애플리케이션이 출시되고 있다.

## 소셜트레이딩의 근거 및 효과
소셜트레이딩이 투자의 새로운 패러다임이 될 수 있다는 주장은, 바로 투자 활동의 근본 요소가 되는 '가격'이 사물의 '본질 가치'보다는 '수요'와 '공급'이라는 사회주체들의 사회적(Social) 활동에 의해 결정된다는 사실에 근거한다. 투자대상의 '가격'을 예측함에 있어서 가장 중요한 것은, 투자대상의 ‘가치'를 올바르게 계산해내는 것이 아니라 사람들이 적절하다고 생각하는 투자대상의 ‘가격'을 알아내는 것이다. 즉, 사람들로부터 얻은 주관적 정보가 뉴스/공시 등의 객관적 정보에 비해 더욱 높은 가치를 갖는 정보가 될 수 있으며, 이러한 주관적 정보를 통한 투자방식이 바로 소셜트레이딩인 것이다.
이러한 소셜트레이딩의 효과는 최근 MIT 미디어랩에서 발표한 한 논문에서 찾을 수 있다. 해당 연구결과에 따르면, SNS 상에서 여러 집단과 관계를 맺고 있는 이른바 '소셜트레이더'들의 수익률이 일반 투자자들의 수익률에 비해 평균 10% 높다고 한다. 이는 대중에게 알려지지 않은 정보를 혼자 활용해 투자해야 높은 수익을 낼 수 있다는 전통적인 투자 이론이 사실이 아니며, 사람들과 소통하고 정보를 공유하는 '소셜트레이딩'이 실제 투자에도 도움이 된다는 증거이다.

## 소셜트레이딩의 분류
소셜트레이딩은 아래의 두 종류로 분류될 수 있다.
- 넓은 의미의 소셜트레이딩 : 사람들과의 소통을 통해 폭넓은 의견 수렴을 거쳐 투자판단을 내리는 투자방식
- 좁은 의미의 소셜트레이딩 : 우수한 투자자들의 포트폴리오를 모방하여 투자하는 투자방식

## 소셜트레이딩 서비스 (STS: Social Trading Service)
소셜트레이딩 서비스란 투자자들이 '소셜트레이딩'을 할 수 있도록 구현된 온라인/모바일 서비스를 일컫는 용어로서, STS(Social Trading Service)라고 줄여서 사용될 수 있다.

#### 주요 기능
소셜트레이딩 서비스는 주로 다음과 같은 기능들을 포함한다.
- 채팅 기능 : STS에 탑재된 채팅창을 통해 유저들끼리 비공개적으로 투자에 관한 정보 및 의견을 공유하는 기능으로서, 해당 기능은 주식앱 스넥(SNEK)이 유일하게 제공한다.
- 게시판 기능 : 종목에 관한 유저들의 정보 및 의견을 공개적으로 주고받을 수 있도록 유저가 글을 게시하고 다른 유저가 해당 글에 답글을 달 수 있는 기능으로서, 종래의 온라인/모바일 카페 또는 포털 게시판 등이 해당 기능을 제공한다.
- 포트폴리오 열람 기능 : STS 내 이루어진 모의투자(혹은, 실전투자)를 통해 객관적으로 검증된 투자성과를 토대로 팔로우할 투자자를 선정한 후, 해당 투자자의 포트폴리오를 열람하고 매수/매도 신호를 실시간으로 받아보는 기능이다. 해당 기능을 제공하는 서비스로서, 국내 서비스는 주식앱 스넥(SNEK) 및 바른FN의 ‘트레이드스타’ 등이 있고, 해외 서비스는 이토로(eToro)[깨진 링크(과거 내용 찾기)]와 트레이드히어로(TradeHero) 등이 있다.

#### 주요 서비스
국내 대표 서비스로는 스넥(SNEK)과, 스톡킹, '트레이드 스타' 등의 주식 모바일 애플리케이션이 있으며, 해외 대표 서비스로는 이토로(eToro) , 트레이드히어로(TradeHero) 등을 들 수 있다.

## 같이 보기
- 스넥
- 스톡킹